# Солун (округ)
Округ Солун је округ у периферији Средишња Македонија и историјској покрајини Македонији, у северној Грчкој. То је по броју становника највећи и привредно најважнији округ не само у Средишњој Македонији, већ у целој Македонији и северном половини Грчке. Управно средиште округа је град Солун, други по важности град у Грчкој.
Округ Солун је успостављен 2011. године на месту некадашње префектуре, која је имала исти назив, обухват и границе.

## Географија
Округ Солун налази се на северу Грчке и излази два пута на Егејско море - на југозападу на Солунски залив, а на југоистоку на Орфански залив. На југу се округ граничи са округом Халкидики, на североистоку са округом Сер, на северу округом Килкис, на северозападу са округом Пела и на западу са округом Иматија.
Подручје Солунског округа обухвата доњи део долине реке Вардар (тзв. Солунско поље), веома плодно и густо насељено. У источној половини налази се планински предео Богданске планине. У источном делу округа налазе се језера Лагадинско и Бешичко.
Клима је у приморском делу префектуре средоземна. Даље од обале клима је нешто оштрија, јер се утицаји са Средоземља мешају са утицајима из унутрашњости Балкана (топлија лета и хладније зиме).

## Историја
Округ Солун је образован по припајању овог дела Балкана Грчкој 1913. г. као некадашња префектура. Тада је ова префектура била највећа у држави (7% државне површине). Касније је она смањена издвајањем њених делова као посебних јединица. Без обзира на то округ Солун је остао најважнији у овом делу Грчке.

## Становништво
По последњем попису из 2021. године округ Солун је имао око 1,1 милион становника, од чега око 80% живи у тзв. „Великом Солуну“, који обухвата Солун и његова предграђа.
Етнички састав: Главно становништво округа су Грци, од којих већина воде порекло од избеглица из Мале Азије. Некадашње турско становништво је после Грчко-турског рата 1923. исељено у матицу, јеврејско је нестало у Другом светском рату, а словенско становништво данас је у већини погрчено. Последњих година овде се населио и значајан број насељеника из целог света.
Густина насељености је око 300 ст./км², што је готово 4 пута више од просека Грчке (око 80 ст./км²). Међутим, простори округа изван ширег градског подручја Солуна је значајно ређе насељено.

## Управна подела и насеља
Округ Солун се дели на 14 општина:
1. Амбелокипи-Менемени
2. Бешичко Језеро
3. Делта
4. Каламарија
5. Корделио-Евозмос
6. Лагадина
7. Неаполи-Сикијес
8. Даутбал
9. Павлос Мелас
10. Капуџилар-Хортач
11. Солун
12. Солунски Залив
13. Седес
14. Илиџијево

Солун је највеће насеље и седиште округа, а од значајнијих градова (> 10.000 ст.) постоји низ већих насеља, која су суштински предграђа Солуна:

## Привреда
Како је град Солун најважније привредно средиште Грчке после главног града Атине, тако и његов округ има изванредан значајан за целу Грчку. Солунска лука је једна од најважнијих на Балканском полуострву, а шире градско подручје има веома развијену тешку и лаку индустрију. Поред тога, нижи, равничарски делови су под интензивном пољопривредом.
Саобраћај: Област Солуна спада у прометно најважнија не само у Грчкој, већ и на Балкану. Овде се сустичу многи путеви из полуострвске Грчке и унутрашњости Балкана, а град Солун је одувек био најближи град Егејског мора унутрашњости полуострва.